# Medusandra mpomiana
Espèce
Medusandra mpomiana est une espèce de plantes dicotylédones décrite par Letouzey et Satabié. Medusandraceae mpomiana fait partie du genre Medusandra et de la famille des Peridiscaceae,. Aucune sous-espèce n'est répertoriée dans le Catalogue of Life.

## Étymologie
Son épithète spécifique mpomiana rend hommage au botaniste camerounais Benoît Mpom.

## Description
En décembre 1971 et janvier 1972, dans le cadre des prospections floristiques et phytogéographiques dans le triangle Yingui-Ngambe-Ndikiniméki, la seconde espèce appartenant au genre Medusandra a été découverte. Plante endémique du Cameroun, un spécimen de Medusandra mpomiana a été prélevé dans le village d'Ibotidans l'arrondissement de Yingui au Cameroun. Medusandra mpomiana est différente de la première espèce du même genre (Medusandra richardsiana Brenan), par sa nervation foliaire paucinervée et l'allure de ses inflorescences en épis contractés. En décembre 1973, cette espèce a également été localisée à 120 km à l'est de Douala. L'espèce est aussi localisée dans la Réserve forestière de Bakundu-Sud (21,50 km de Douala) et dans les zones environnantes.
Medusandra mpomiana est un petit arbre de 20 à 60 cm de diamètre à la base. Il atteint 10 à 20 m de hauteur totale. Ses branches à feuillage vert foncé sont courbées, ramifiées et retombantes. Ses fleurs sont odorantes et blanches.